# SAGE-Engine
Die Sage-Engine (auch: SAGE-Engine) ist eine ursprünglich von den Westwood Studios entwickelte 3D-Engine, die heute von Electronic Arts (EA) bzw. EA-Pacific/EA-LA weiterentwickelt und für Strategiespiele verwendet wird.

## Einsatz
Die Abkürzung SAGE steht für Strategy Action Game Engine, wodurch der Begriff „Sage-Engine“ überflüssig ist, da es sich um ein redundantes Akronym handelt. Die Bezeichnung hat sich aber so eingebürgert. Die Sage-Engine wurde ursprünglich bei Westwood unter dem Namen „W3D-Engine“ (Westwood-3D) entwickelt und für den First-Person-Shooter Command & Conquer: Renegade verwendet. W3D baute dabei auf der SurRender-3D-Engine von Hybrid Holding auf. Für das Echtzeit-Strategiespiel Emperor: Schlacht um Dune wurde eine andere Engine eingesetzt, die nicht weiterentwickelt wurde.
Parallel zur Entwicklung von Emperor und Command & Conquer: Renegade wurde die Engine bereits umfassend weiterentwickelt und noch mehr auf Strategiespiele angepasst. Nach der Veröffentlichung von Command & Conquer: Alarmstufe Rot 2 im Jahr 2000 hatte Westwood Pacific, das Westwood-Tochterstudio in Irvine (Kalifornien), hierfür den Auftrag erhalten, W3D für die Nutzung in Echtzeit-Strategiespielen weiterzuentwickeln. Der Debüt-Titel war Command & Conquer: Generals. Die Engine erlaubt ein freies Drehen und stufenloses zoomen. Sie stellt bis zu 3.000 Objekte gleichzeitig da und reguliert automatisch die Detailstufe herunter, um die Framerate stabil zu halten. Für Command & Conquer 3: Tiberium Wars kam wiederum die SAGE-Engine zum Einsatz.
Mit der offiziellen Ankündigung von Command & Conquer: Alarmstufe Rot 3 wurde bekannt, dass das Spiel wieder die Sage-Engine nutzen wird. Die Engine wurde gründlich überarbeitet, damit sie unter anderem neue Wassereffekte, um die Seegefechte realistischer erscheinen zu lassen, darstellen kann. Für Alarmstufe Rot 3 bekam sie zudem ein Aussehen, das teilweise an amerikanische Cartoons erinnert. Diese neue Version der Engine wurde SAGE 2.0 genannt. Auch für Command & Conquer 4: Tiberian Twilight wurde die Engine SAGE 2.0 verwendet.

## Veröffentlichte Spiele
Spiele mit der W3D-Engine
- 2002: Command & Conquer: Renegade
- 2002: Earth & Beyond
- Command & Conquer: Renegade 2 (eingestellt)
- Command & Conquer: Continuum (eingestellt)

Spiele mit der SAGE-Engine
- 2003: Command & Conquer: Generäle
  - 2003: Command & Conquer: Generäle – Die Stunde Null
- 2004: Der Herr der Ringe: Die Schlacht um Mittelerde
- 2006: Der Herr der Ringe: Die Schlacht um Mittelerde 2
  - 2006: Der Herr der Ringe: Die Schlacht um Mittelerde 2: Der Aufstieg des Hexenkönigs
- 2007: Command & Conquer 3: Tiberium Wars
  - 2008: Command & Conquer 3: Kanes Rache

Spiele mit der SAGE-2.0-Engine
- 2008: Command & Conquer: Alarmstufe Rot 3
  - 2009: Command & Conquer: Alarmstufe Rot 3: Der Aufstand
- 2010: Command & Conquer 4: Tiberian Twilight